# Carlos Mora
Carlos Mora Sabaté est un joueur espagnol de volley-ball né le 19 mai 1990 à Tarragone (province de Tarragone). Il mesure 1,99 m et joue passeur. Il totalise plus de 12 sélections en équipe d'Espagne.

## Clubs
| Club               | De        | À         |
| ------------------ | --------- | --------- |
| Tarragone SPiSP    | 2008-2009 | 2010-2011 |
| CV Saragosse       | 2011-2012 | 2011-2012 |
| UD Ibiza           | 2012-2013 | 2012-2013 |
| CV Teruel          | 2013-2014 | 2013-2014 |
| SVG Lünebourg      | 2014-2015 | 2016-2017 |
| Lycurgus Groningue | 2017-2018 | 2017-2018 |
| CV L'Illa-Grau     | 2018-2019 | 2018-2019 |
| Tarragone SPiSP    | 2019-2020 | 2019-2020 |
| UD Ibiza           | 2020-2021 | ...       |

## Palmarès
- Championnat d'Espagne :
  - Champion : 2014.
- Coupe d'Allemagne :
  - Finaliste : 2015.
- Championnat des Pays-Bas :
  - Champion : 2018.
- Coupe des Pays-Bas :
  - Finaliste : 2018.